# Chiesa di San Michele Arcangelo (Idro)
La chiesa di San Michele Arcangelo è la parrocchiale di Idro, in provincia e diocesi di Brescia; fa parte della zona pastorale dell'Alta Val Sabbia.

## Storia
L'originaria cappella di San Michele, fondata forse dai Longobardi, sorse presumibilmente nell'VIII secolo.
La nuova chiesa venne costruita nel Cinquecento, per poi essere rimaneggiata e decorata due secoli dopo; in quest'occasione, nel 1724 si procedette a modificare il presbiterio.
L'edificio fu interessato tra Otto e Novecento da alcuni interventi di restauro; siccome mancavano documenti chiari sulla consacrazione della chiesa, il 2 aprile 1922 il vescovo di Brescia Giacinto Gaggia la consacrò, come ricordato da un'epigrafe che recita "Hanc ecclesiam S. Michaelis Arc. Hyacinthus Gaggia Brix epis die 2 aprile 1922 consacravit reg. par. Graziotti".
Negli anni settanta, in ossequio alle norme postconciliari, la parrocchiale venne dotata del nuovo altare rivolto verso l'assemblea; nel 2007 la chiesa fu ristrutturata e consolidata.

## Descrizione

### Esterno

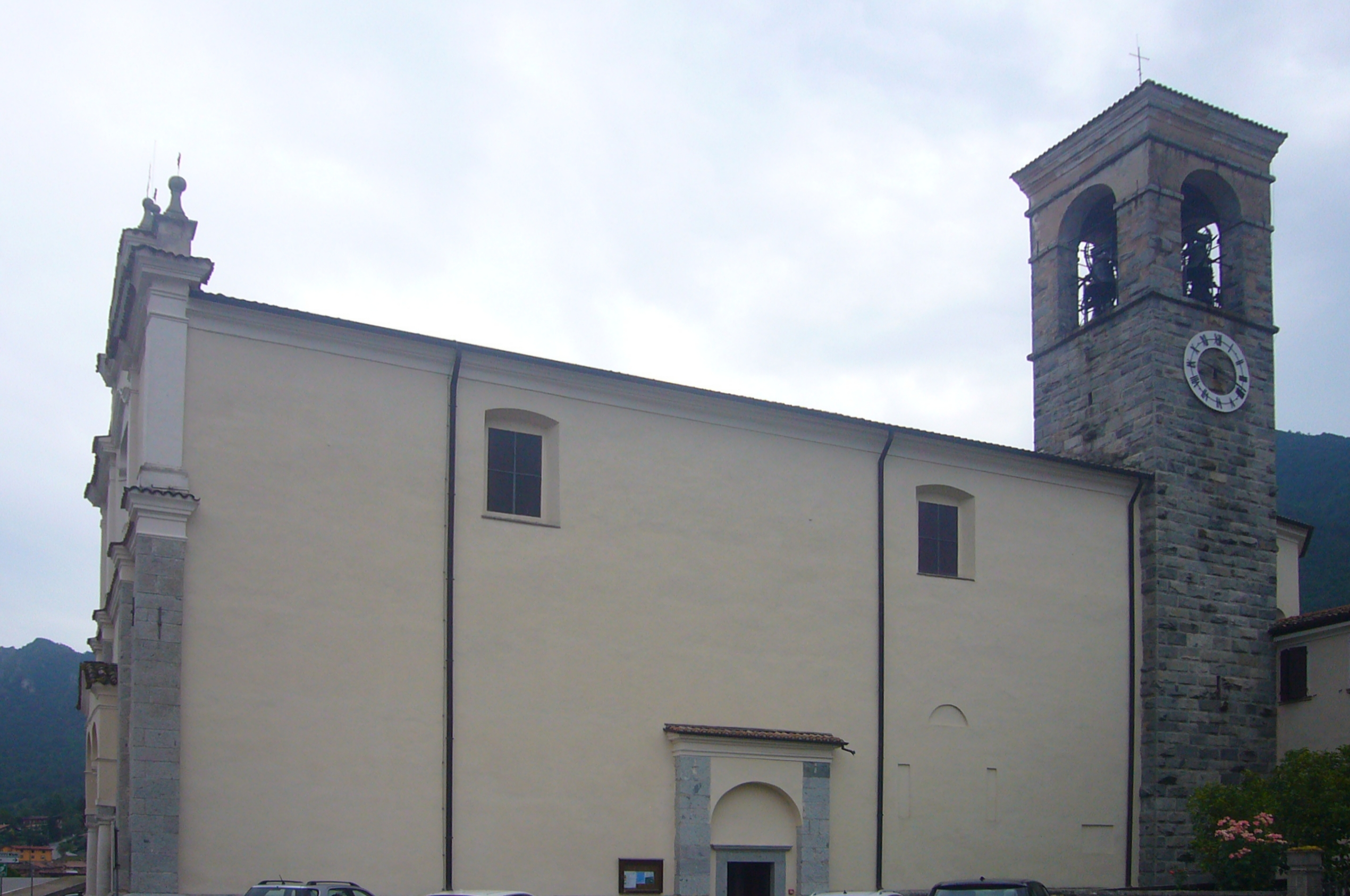
Il fianco orientale e il campanile

La facciata della chiesa, rivolta a nordovest, è suddivisa da una cornice marcapiano in due ordini; quello inferiore presenta il portale d'ingresso, protetto dal protiro a due archi, mentre quello superiore è caratterizzato da un finestrone e coronato dal timpano rialzato di forma curvilinea.
Annesso alla parrocchiale è il campanile in pietra a base quadrata, che misura un'altezza di 40 metri; la cella presenta su ogni lato una monofora a tutto sesto ed è coperta dal tetto a quattro falde.

### Interno

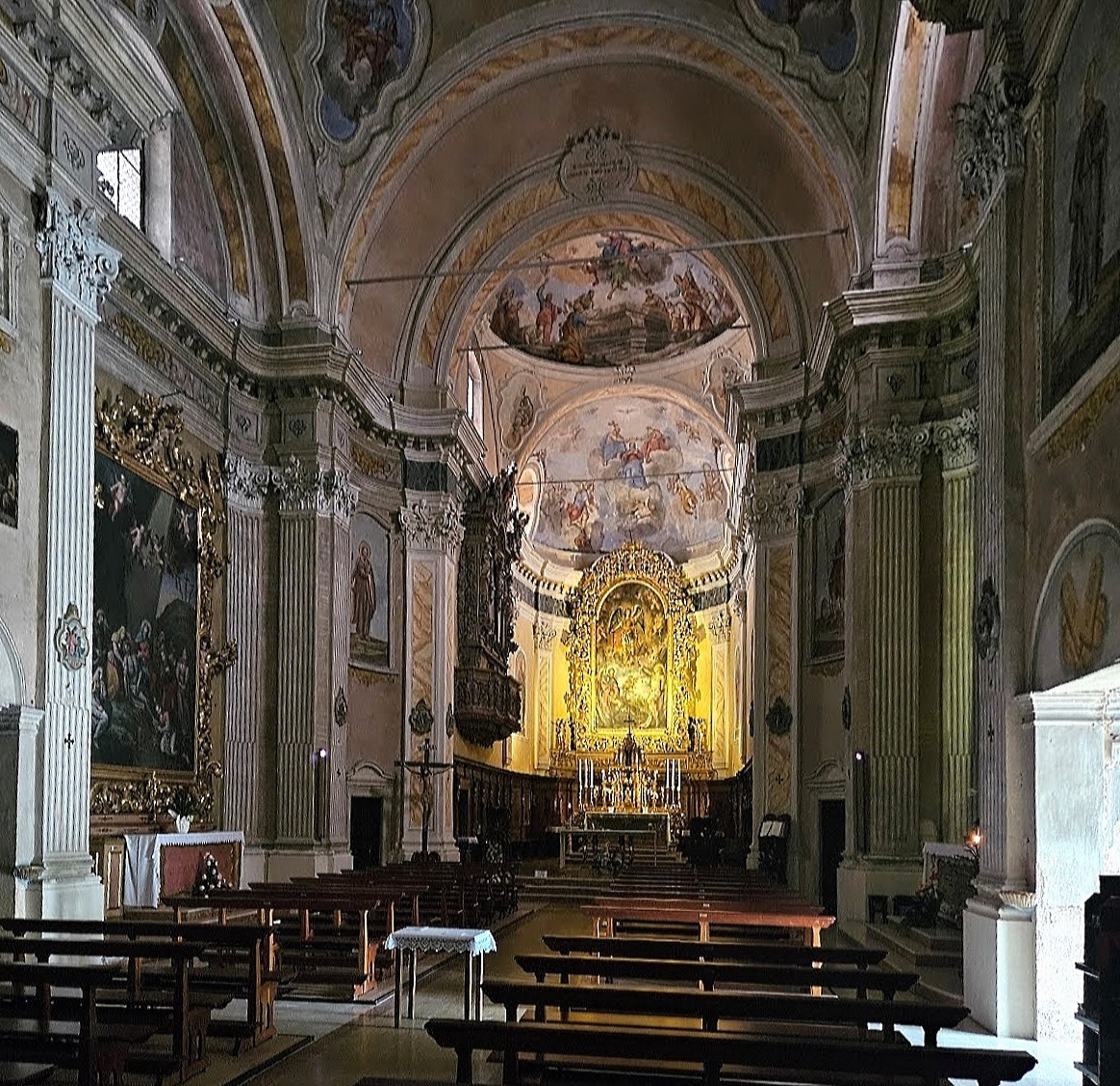
L'interno

L'interno dell'edificio è costituito da una sola navata, sulla quale si affacciano le cappelle laterali, introdotte da archi a tutto sesto, e le cui pareti sono scandite da lesene scanalate sorreggenti un cornicione dentellato e modanato sopra il quale s'imposta la volta a vela; al termine dell'aula si sviluppa il presbiterio, rialzato di tre gradini e chiuso dall'abside di forma semicircolare.
Qui sono conservate diverse opere di pregio, tra le quali la pala con la Madonna con ai piedi i Santi Filippo e Giacomo e le anime del Purgatorio, gli affreschi del presbiterio e dell'abside, raffiguranti l'Assunzione di Maria Vergine fra gli Apostoli e l'Incoronazione di Maria Vergine fra l'Eterno Padre, Gesù Cristo e un Angelo, la pala avente come soggetto la Beata Vergine Assunta con Santi, di ignoto autore, l'organo, costruito nel 1879 dalla ditta Tonoli, e la tela ritraente San Michele e ai lati i Santi Rocco e Sebastiano.